# Dolina zelenega zlata
Dolina zelenega zlata je turistični projekt z namenom predstavitve turistične ponudbe v Spodnji Savinsjki dolini. Samo ime je sopomenka omenjene doline, ki je poznana po hmelju, ki se mu reče tudi zeleno zlato.
To je projekt, ki povezuje dogajanje v šestih občinah Spodnje Savinjske doline in širše. Poleg turistične lahko v ponudbi projekta najdemo še hmeljarsko, pivovarniško in drugo dediščino ter naravne znamenitosti, arheološke spomenike in muzeje, kulturne, zgodovinske in druge znamenitosti. Pomemben sestavni del projekta so prireditve kot na primer: postavljanje hmeljevk, obiranje hmelja na star način, Dan hmeljarjev, hmeljarski »likof«, pohod po hmeljski poti ter vsakoletni izbor hmeljskega starešine in hmeljske princese. Spodnja 
Savinjska dolina ponuja obiskovalcem tudi številne športne aktivnosti med katerimi najdemo kolesarjenje, pohodništvo, plezanje, konjeništvo in padalstvo, smučanje, plavanje v poletnih mesecih, paint ball, jogging. Nastanitvene in gostinske zmogljivosti skupaj štejejo 368 ležišč v hotelih, gostiščih in planinskih domovih ter 130 v kampih. Gostinske kapacitete so v dolini dobro razvite in skupaj razpolagajo s 3.578 sedeži. 

## Občina Žalec
- Rimska nekropola v Šempetru
- Dvorec Novo Celje
- Obrambni stolp v Žalcu
- Cerkev svetega Nikolaja, Žalec
- Cerkev svetega Kancijana, Žalec
- Savinova hiša v Žalcu
- Bazilika Matere Božje, Petrovče
- Cerkev svetega Petra, Šempeter
- Zotlova kovačija v Žalcu
- Zeliščni park pri obrambnem stolpu
- Jama Pekel
- Ribnik Vrbje
- Kotečnik
- Gasilski muzej v Žalcu
- Savinova spominska soba
- Etnografski muzej na Ponikvi [mrtva povezava]
- Galerija savinjskih likovnikov
- Galerija Doreta Klemenčiča - Maja [mrtva povezava]
- Vinski keuder [mrtva povezava]
- Rudarski muzej
- Hmelj
- Inštitut za hmeljarstvo in pivovarstvo Slovenije
- reka Savinja
- Bio park Nivo
- Galerija na prostem - na ribniku Vrbje
- mesto Žalec

## Občina Vransko
- Cerkev svetega Mihaela, Vransko
- Cerkev svetega Mohorja in Fortunata, Stopnik
- cerkev svetega Hieronima, Tabor
- Cerkev svete Katarine, Dobrovlje
- Cerkev Matere Božje, Dobrovlje
- Savinjska planinska pot in Evropska pešpot E6 se križata na Creti in tudi zato je domače planinsko društvo tu zgradilo svoj planinski dom.
- Gasilski muzej Vransko
- Muzej motociklov Vransko
- Schwentnerjeva hiša
- Dvorec Brode ob Bolski
- graščina Podgrad, ki jo obkroža park številnih starih dreves in kjer izpod skale izvira potok Podgrajšcica
- ostanki stopniškega gradu, najstarejšega v Spodnji Savinjski dolini. Nekaj časa je bil tudi v lasti Celjskih grofov. V preteklosti je na Vranskem zaradi bližine deželne meje veliko pomenila mitnica, ki je bila v graščini, imenovani »Prajhaus« (v isti hiši je bila nekaj časa varilnica piva). Graščina je v privatni lasti in je že skoraj v celoti restavrirana.
- gozdna učna pot, za katero skrbi Osnovna šola Vransko-Tabor, ki je že nekaj let uvršcena med  eko šole

### Tradicionalne prireditve
- sejem rabljene motociklisticne opreme na vsako 2. soboto v mesecu,
- Vranski karneval na pustno soboto,
- kolesarjenje na Creto v maju,
- tradicionalni pohod na Creto 25. junija
- Vranski poletni večeri prvi vikend v avgustu,
- srečanje borcev in udeležencev NOB na Creti oktobra,
- božično-novoletni sejem in nočni pohod na Creto 25.12.

## Občina Tabor
- grad Ojstrica
- Krvavica
- Tesen graben
- kužna znamenja
- Pohodništvo (Lovska, Zajčeva, Čebelarska koča)
- Kolesarstvo
- Kmečke domačije (Šmit, Hribernik, Kisovar)

## Občina Polzela
- Barbankova hiša
- Bolčinova hiša
- Cajhnov kozolec – etnološka zbirka v malem
- Jelovškova kašča
- Kužno znamenje v Dobriču
- Mešičev mlin
- Močnikov mlin na vodno kolo
- Štoberjeva hiša in kašča
- Rojstna hiša Neže Maurer
- Tajna jama
- Park Šenek
- Novi Klošter
- Grad Komenda
- Graščina Šenek
- Gora Oljka
- Cerkev svetega Miklavža, Vimperk
- Pohodništvo, kolesarjenje

## Občina Prebold
- Garni šport hotel Prebold
- Ribnik Prebold
- Kmečka tržnica
- Turistični ribnik Druškovič
- Turistična kmetija Uplaznik
- Camp Dolina
- Okrepčevalnica Pri gasilcu
- Režaj – Bronja in Jože Vedenik
- Gostišče Matej
- Lovski dom Golava
- Prenočišča in kamp Park
- Gostilna Filjalka
- Gostilna Zmet
- Pekarna, slaščičarna, bife, bar Peternel
- Planinski dom Pod reško planino
- Dragov dom Hom
- Izletniška kmetija Potočnk
- Aero klub Prebold
- Bazen Prebold
- Kamp Gaj Prebold
- Snežna jama Raduha

## Občina Braslovče
- Kolesarjenje, pohodništvo, športno padalstvo, ribolov, piknik prostori, kopanje, drsanje.
- Grad Žovnek
- trška arhitektura Braslovče
- cerkev in spomenik Grajska vas
- cerkev Šmatevž
- kašča Grajska vas
- Presersko jezero
- Žovneško jezero
- Braslovško jezero